# Luis Casíllas
Luis Casíllas Rodríguez (* 7. Juni 1905; † unbekannt) war ein mexikanischer Moderner Fünfkämpfer.
Casíllas nahm an den Olympischen Sommerspielen 1936 in Berlin teil, wo er den 35. Rang belegte.